# Half-Life 2: Lost Coast
Half-Life 2: Lost Coast és un nivell addicional del videojoc Half-Life 2. Va ser originalment programat per ser una part del capítol de Carretera 17 del joc, però va ser cancel·lat.
Lost Coast va ser llançat el 27 d'octubre de 2005 com una descàrrega gratuïta per a tots els posseïdors del Half-Life 2. En el joc, Gordon Freeman, ha de trobar i destruir una base llançadora de míssils dels Combini situada en el cim d'una muntanya envoltada per un poble rural de pescadors.
Aquesta expansió té una durada molt curta, però va ser el primer de la saga de videojocs Half-Life a implementar la tecnologia gràfica HDR o HDRI (de les seves sigles en anglès: High Dynamic Range Imaging) i el sistema de comentaris, el qual s'utilitza en el mapa per a explicar les diferents etapes del seu disseny. L'objectiu real de Half-Life 2: Lost Coast era el d'ensenyar als usuaris la nova tecnologia implementada, el HDR (High Dynamic Range Imaging).